# Chiara Banchini
Chiara Banchini (* 7. Oktober 1946 in Lugano) ist eine Schweizer Violinistin und Dirigentin.

## Leben
Chiara Banchini erhielt ersten Violinunterricht in ihrer Heimatstadt bei Louis Gay des Combes (1914–1997), danach studierte sie am Genfer Konservatorium bei Corrado Romano (1920–2003), anschließend vervollständigte sie ihre Studien bei Sándor Végh. Als Mitglied des Ensembles «Contrechamp» befasste sie sich mit Zeitgenössischer Musik.
Die Begegnungen mit Nikolaus Harnoncourt und Sigiswald Kuijken entfachten ihre Leidenschaft für die Barockmusik und die Historische Aufführungspraxis. Sie spezialisierte sich ab 1975 bei Sigiswald Kuijken auf der Barockvioline, hier erlebte sie die Anfänge von Kuijkens Ensemble «La Petite Bande» mit. Musikhistorische Forschungen liessen sie ihr Repertoire vollständig umgestalten und ihren persönlichen Stil finden.
Nach ihrer Ausbildung unterrichtete sie Barockvioline an der Scuola Civica de Milan in Mailand, am Zentrum für Alte Musik in Genf, bevor sie an der Schola Cantorum Basiliensis einen Lehrstuhl erhielt, den sie von 1991 bis 2010 innehatte. Zahlreich sind ihre ehemaligen Schüler, welche inzwischen ebenfalls zu den Hauptakteuren der Barockszene zählen. Bei ihr lernten u. a. Amandine Beyer, Anaïs Chen, Odile Edouard, Enrico Gatti, Plamena Nikitassova, David Plantier, Leila Schayegh, Hélène Schmitt, Cosimo Stawiarski und Pablo Valetti. 
1981 gründete Chiara Banchini das «Ensemble 415», mit dem sie im Januar 2011, nach dem Vorbild des grossen Orchesters Arcangelo Corellis, mit mehr als 60 Musikern ein Abschiedskonzert gab. Neben der Ensembletätigkeit ist sie Solistin und erhält weltweit Einladungen zu Meisterkursen. 
Viele ihrer Einspielungen wurden von der einschlägigen Presse enthusiastisch aufgenommen und mit zahlreichen internationalen Schallplattenpreisen ausgezeichnet, darunter mehrmals dem Preis der deutschen Schallplattenkritik, dem französischen Diapason d’or und dem Prix international du disque.
In 2014 begann sie eine Zusammenarbeit mit dem Theresia Youth Baroque Orchestra, bei dem sie sich die Leitung mit dem Cembalisten Claudio Astronio, dem Flötisten Giovanni Antonini und dem Oboisten Alfredo Bernardini teilt. Chiara Banchini spielt auf einer Nicola Amati zugeschriebenen Violine aus dem Jahr 1674 und auf einem Instrument von Gagliano für das spätklassische und frühromantische Repertoire.

## Auszeichnung
- 2021: Schweizer Kulturpreis im Bereich Musik.[5]